# Shakila Stevenson
Shakila Stevenson, właśc. Meiske Shakila Serhalawan (ur. 1 maja 1971 w Ternate) – indonezyjska piosenkarka.

## Życiorys
Urodziła się na wyspie Ternate (obecna prowincja Moluki Północne). Jej mentorami muzycznymi byli Johnny Serhalawan – jej ojciec, oraz piosenkarz jazzowy Bob Tutupoly, również wywodzący się z Moluków. Swoje umiejętności zaczęła prezentować w wieku czterech lat, kiedy miała swoje pierwsze występy w radiu i telewizji. W wieku 16 lat już regularnie uczestniczyła w konkursach wokalnych oraz występowała na miejscowych imprezach.
W 1993 r. wzięła udział w teleturnieju muzycznym Asia Bagus. Zajęła pierwsze miejsce zarówno w singapurskim konkursie regionalnym, jak i w konkursie Asia Grand Competition, który odbył się w Tokio. Kolejne sukcesy wokalistka odniosła na festiwalach muzycznych w Rumunii (Golden Stag International Song Festival, 1997) i Turcji (Çeşme International Song Contest), w obu przypadkach otrzymując nagrodę główną. W 1998 r. została laureatką nagrody specjalnej na Festiwalu Piosenki Azjatyckiej na Filipinach. W 1999 r. została nagrodzona przez Departemen Pariwisata, Seni dan Budaya, w uznaniu jej osiągnięć artystycznych na arenie międzynarodowej.
W 1999 r. wydała album pt. Shakila, a utwór „Takkan Hilang” stał się przebojem. Na swoim koncie ma szereg nagród AMI (Anugerah Musik Indonesia), które to zdobyła w kategoriach: najlepsza piosenkarka jazzowa (1999), najlepsza piosenkarka R&B (1999), najlepsza piosenkarka R&B (2000), najlepszy album R&B (2000), najlepszy klip wideo (2000).
W 2000 r. przeprowadziła się do Stanów Zjednoczonych. W 2012 r. wyszedł jej pierwszy międzynarodowy album pt. I Still Choose You.

## Dyskografia
Albumy studyjne
- 1999: Shakila
- 2012: I Still Choose You